# Portugal op de Olympische Zomerspelen 1920
Portugal nam deel aan de Olympische Zomerspelen 1920 in Antwerpen, België. Dertien atleten deden mee in twee sporten. Ze wonnen geen medailles.

## Deelnemers en resultaten

### Schermen
| Olympiër | Onderdeel      | Resultaat | Prestatie |
| --- | -------------- | --------- | --- |
| António de Menezes                                                                                                   | degen (m)      | 6e        | 1ste ronde groep B: 2de2 met 4 overwinningen kwartfinale 3: 2de met 7 overwinningen halve finale 1: 2de met 7 overwinningen finale: 6de met 5 overwinningen                                                              |
| Fernando Correia | degen (m)      | 19e       | 1ste ronde groep C: 1ste met 5 overwinningen kwartfinale 2: 3de met 6 overwinningen halve finale 1: 10de met 2 overwinningen                                                                                             |
| Frederico Paredes | degen (m)      | 49e       | 1ste ronde groep D: 6de met 4 overwinningen |
| Henrique da Silveira                                                                                                 | degen (m)      | 25e       | 1ste ronde groep I: 4de met 5 overwinningen kwartfinale 4: 7de met 4 overwinningen |
| João Sassetti | degen (m)      | 24e       | 1ste ronde groep A: 2de met 6 overwinningen kwartfinale 3: 1ste met 8 overwinningen halve finale 2: 12de met 2 overwinningen                                                                                             |
| Jorge de Paiva | degen (m)      | 12e       | 1ste ronde groep G: 4de met 5 overwinningen kwartfinale 1: 3de met 7 overwinningen halve finale 2: 2de met 6 overwinningen finale: 12de met 2 overwinningen                                                              |
| Manuel Queiróz | degen (m)      | 59e       | 1ste ronde groep J: 7de met 3 overwinningen |
| Ruimondo Mayer | degen (m)      | 28e       | 1ste ronde groep E: 2de met 5 overwinningen kwartfinale 2: 7de met 4 overwinningen |
| António de Menezes Frederico Paredes Henrique da Silveira João Sassetti Jorge de Paiva Manuel Queiróz Ruimondo Mayer | degen team (m) | 4e        | 1ste ronde groep B: 2de V van België W van Italië W van Denemarken W van Zweden W van Nederland finale: 4de V van Italië: 3-12 V van België: 5-8 G van Frankrijk: 6-6 W van Zwitserland: 8-5 W van Verenigde Staten: 8-4 |

### Schietsport
| Olympiër                                                                                | Onderdeel                                 | Resultaat | Prestatie   |
| --------------------------------------------------------------------------------------- | ----------------------------------------- | --------- | ----------- |
| António da Silva Martins António Damião António dos Santos Dario Cannas Herminio Rebelo | 300m militair pistool team (m)            | 8e        | 1184 punten |
| António da Silva Martins António Damião António dos Santos Dario Cannas Herminio Rebelo | 300m militair geweer liggend team (m)     | 15e       | 256 punten  |
| António da Silva Martins António Damião António dos Santos Dario Cannas Herminio Rebelo | 300m militair geweer staand team (m)      | 11e       | 226 punten  |
| António da Silva Martins António Damião António dos Santos Dario Cannas Herminio Rebelo | 600m militair geweer liggend team (m)     | 14e       | 248 punten  |
| António da Silva Martins António Damião António dos Santos Dario Cannas Herminio Rebelo | 300&600m militair geweer liggend team (m) | 11e       | 519 punten  |

Argentinië · Australië · België · Brazilië · Brits-Indië · Canada · Chili · Denemarken · Egypte · Estland · Finland · Frankrijk · Griekenland · Groot-Brittannië · Italië · Japan · Joegoslavië · Luxemburg · Monaco · Nederland · Nieuw-Zeeland · Noorwegen · Portugal · Spanje · Tsjecho-Slowakije · Verenigde Staten · Zuid-Afrika · Zweden · Zwitserland